# Biochemistry
Biochemistry is een wetenschappelijk tijdschrift met peer review, dat wordt uitgegeven door de American Chemical Society. De naam wordt niet afgekort. Het tijdschrift publiceert onderzoek uit de biochemie, biofysica en moleculaire biologie.
Biochemistry werd opgericht in 1962. In 2017 bedroeg de impactfactor van het tijdschrift 2,997.